# Aerobic (album)
Az Aerobic (Csak a zene) a Neoton Família első mixlemeze, melyen az együttes dalai angol nyelven szerepelnek. CD-n nem adták ki.

## Megjelenések
| Ország       | Formátum | Sorszám    | Kiadó  | Év   |
| ------------ | -------- | ---------- | ------ | ---- |
| Magyarország | LP       | SLPM 17811 | Pepita | 1983 |
| Magyarország | MC       | MK 17811   | Pepita | 1983 |

- Intro + Szeretek ugrálni
- Hijack
- Heartbreaker
- Lord Of The Mountain
- He's Gone
- Marathon
- She's Home
- Monte Carlo
- Silly Song
- Racing
- Lobo
- Boat Song
- Sally, The Boxer
- Samson And Delilah
- Santa Maria
- Jumpy Dance